# Frekvenčně závislý výběr

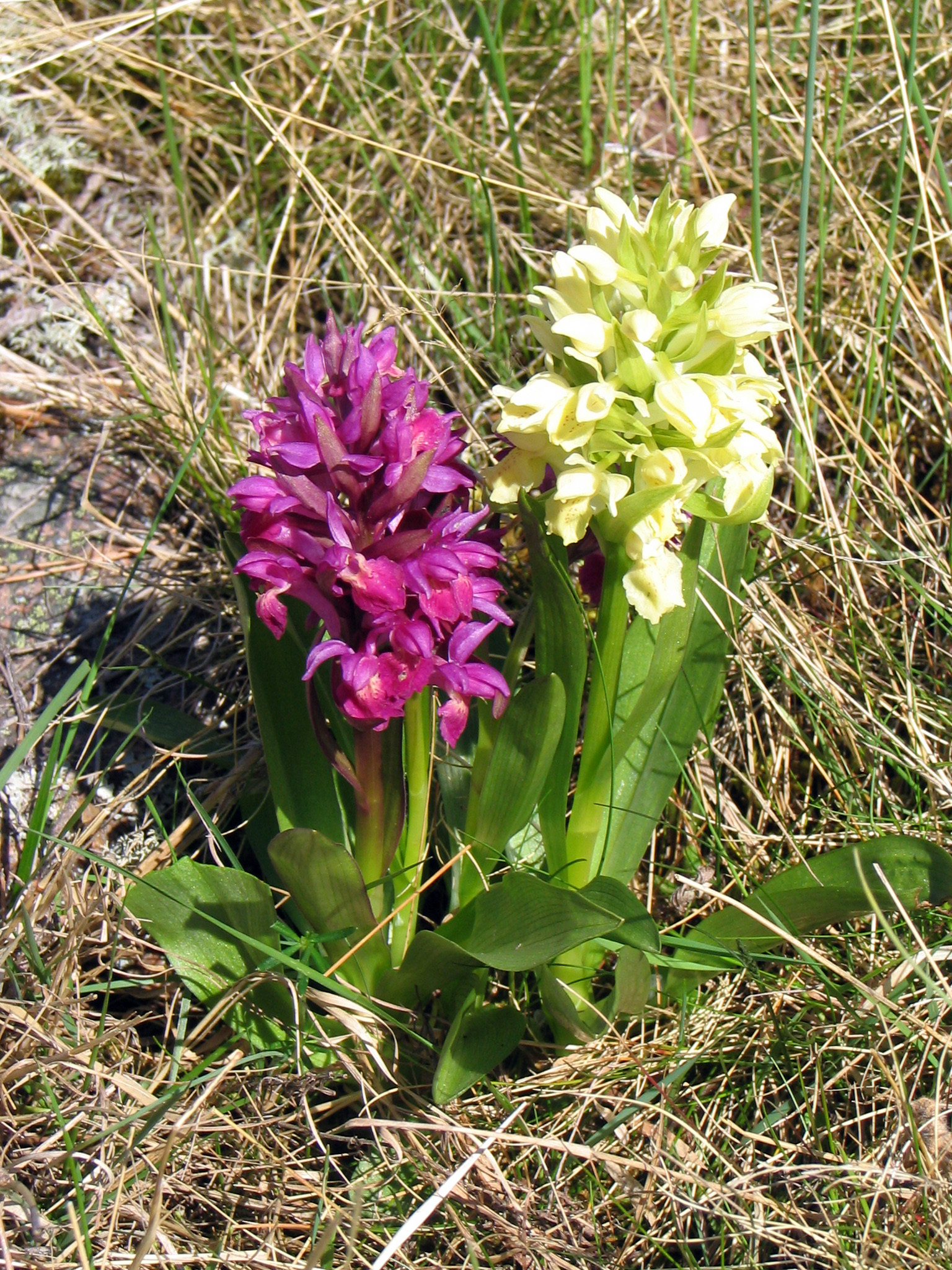
Prstnatec bezový ve dvou formách, příklad frekvenčně závislého výběru

Frekvenčně závislý výběr (selekce) je v evoluční biologii takový výběr, pro nějž se v populaci mění intenzita selekčního tlaku v závislosti na velikosti oné populace. Obyčejně vzniká, pokud je druh závislý na jiném (při predaci, parazitismu, symbióze).
- pozitivní frekvenčně závislý výběr se sníží, pokud se druh rozšíří (jeho fenotyp se stane ještě výhodnějším)
- negativní frekvenčně závislý výběr se zvýší, pokud se druh rozšíří (výběr balancuje jakékoliv evoluční výhody)

Frekvenčně závislý výběr může vycházet z jakéhokoliv výběru. V pohlavním: Samice pavích oček se raději kříží s těmi samci, o které je mezi samicemi největší zájem.  V přirozeném: Pokud se rozšíří zajíci, pravděpodobně bude i více vlků. V umělém: Aplikování silnějších přípravků proti parazitům při pěstování selektuje hmyz, který je vůči přípravkům rezistentnější (tj. má výhodnější fenotyp).
Frekvenčně závislý výběr je v jádru teorií jako zamrzlá evoluce nebo přerušované rovnováhy, protože často znemožňuje přímočaré působení přirozeného výběru.